# تحديد الزمر الدموية
تحديد الزمر الدموية، فحص طبي مخبري يُستخدَم لتحديد مولدات الضد الموجودة على سطح كريات الدم الحمراء لشخص ما، والتي تحدد زمرته الدموية. يتضمن تحديد الزمر الدموية الروتيني تحديد الزمرة الدموية  ABO والزمرة الدموية الريسوسية (عامل الريسوس Rh)، ويُجرَى قبل نقل الدم للتأكد من أن دم المعطي متوافق. يُستخدَم أيضًا للمساعدة في وضع تشخيص انحلال الدم الوليدي، وهو حالة مرضية تنجم عن عدم توافق زمر الدم بين الأم وطفلها. يشمل تحديد الزمر الدموية  ABOكلًا من تحديد مولدات الضد ABO الموجودة على سطح كريات الدم الحمراء (تنميط تقدمي)، وتحديد الأجسام المضادة  ABOالموجودة في البلازما (تنميط عكسي). قد تُفحص مولدات الضد الدموية الأخرى مثل كيل وRhC/c E/e في حالات خاصة. 
عادة ما يُجرَى اختبار تحديد الزمر الدموية باستخدام طرق مصلية تستخدم كاشفًا كيميائيًا يحوي أجسامًا مضادة تدعى مضادات مصلية (أمصال مضادة) لتحديد فئة مولد الضد الدموي. تعتمد الطرق المصلية على قدرة الأجسام المضادة على تحريض تجمع كريات الدم الحمراء مع بعضها البعض عندما ترتبط مع مولدات الضد الموجودة على سطح الخلية، وهي ظاهرة تعرف بالتراص. تتنوع الطرق المصلية المتاحة من تحديد الزمر الدموية اليدوي باستخدام أنابيب اختبار أو شرائح إلى الأنظمة المؤتمتة. يمكن أن تُحدَّد الزمر الدموية أيضًا من خلال الفحوصات الجينية التي تُستخدَم في حال وجود حالات مرضية تتداخل مع الفحوصات المصلية أو في حال الحاجة لدرجة عالية من الدقة في كشف مولد الضد.
يمكن أن يسبب عدد من الحالات المرضية نتائج خاطئة أو غير حاسمة في تحديد الزمر الدموية. عندما تؤثر هذه الأمور على تحديد الزمر الدموية ABO فإنها تُدعَى تعارضات ABO. يجب أن تُستقصَى تعارضات ABO وتُحَل قبل تحديد زمرة دم الشخص. هناك إجراءات مختلفة لحل تعارضات ABO تعتمد على الأسباب الكامنة وراء حدوثها. تتضمن مصادر الخطأ الأخرى في تحديد الزمرة الدموية ظاهرة «مولد الضد D الجزئي» التي يبدي فيها الأشخاص إيجابيو الريسوس تفاعلات سلبية أو ضعيفة عند فحصهم من أجل زمرة الريسوس، ووجود أجسام مضادة من نمط الغلوبيولينات المناعية ج على سطح كريات الدم الحمراء تتداخل مع تحديد الزمرة مع بعض مولدات ضد الزمر الدموية.

## خلفية
تُحدَّد الزمر الدموية وفق وجود مولدات ضد معينة أو غيابها من على سطح كريات الدم الحمراء. أهم مولدات الضد هذه في الطب هي مولدات ضد ABO وRh (الريسوس)، لكن توجد أنظمة زمر دموية أخرى تكون ذات أهمية سريرية في حالات معينة. ابتداءً من 2018، وُصِف 346 مولد ضد زمر دموية بشرية تشكل 36 نظام زمر دموية مختلفًا. تشمل مولدات ضد الزمر الدموية البشرية غير ABO وRh التي تكون مهمة في طب نقل الدم: مولدات ضد RhC/c E/e ومولدات ضد أنظمة دافي، وكيل، وكيد، وMNS، ولويس، وI ، وP ولوثيران. 
يمكن أن يشكل الأشخاص الذين لا توجد على سطح كريات دمهم الحمراء أي مولدات ضد أجسامًا مضادة لمولدات الضد هذه. على سبيل المثال، سينتج الشخص ذو الزمرة الدموية A أجسامًا مضادة لمولد الضد B. تتكون الأجسام المضادة للزمر الدموية ABO بشكل طبيعي ما يعني أنها توجد لدى الأشخاص الذين لم يتعرضوا لدم غير متوافق. تتطور الأجسام الضدية لمعظم مولدات ضد الزمر الدموية الأخرى بما فيها Rh بعد تعرض الأشخاص لمولد ضد من خلال نقل الدم أو الحمل. يمكن أن ترتبط بعض الأجسام المضادة هذه مع كريات دم حمراء غير متوافقة وتسبب تدميرها ما يؤدي إلى حدوث تفاعلات نقل دم واختلاطات أخرى. 